# Underwood-Petersville (Alabama)
 Underwood-Petersville, Alabama és una concentració de població designada pel cens dels Estats Units a l'estat d'Alabama. Segons el cens del 2000 tenia 3.137 habitants.

## Demografia
Segons el cens del 2000, Underwood-Petersville tenia 3.137 habitants, 1.295 habitatges, i 953 famílies La densitat de població era de 200,9 habitants/km².
Dels 1.295 habitatges en un 30,2% hi vivien nens de menys de 18 anys, en un 60,1% hi vivien parelles casades, en un 9,7% dones solteres, i en un 26,4% no eren unitats familiars. En el 23,2% dels habitatges hi vivien persones soles el 9,3% de les quals corresponia a persones de 65 anys o més que vivien soles. El nombre mitjà de persones vivint en cada habitatge era de 2,42 i el nombre mitjà de persones que vivien en cada família era de 2,84.
Per edats la població es repartia de la següent manera: un 22,4% tenia menys de 18 anys, un 8% entre 18 i 24, un 28,2% entre 25 i 44, un 25,7% de 45 a 60 i un 15,7% 65 anys o més.
L'edat mediana era de 40 anys. Per cada 100 dones hi havia 98,4 homes. Per cada 100 dones de 18 o més anys hi havia 95,6 homes.
La renda mediana per habitatge era de 37.159 $ i la renda mediana per família de 45.212 $. Els homes tenien una renda mediana de 35.301 $ mentre que les dones 21.129 $. La renda per capita de la població era de 17.461 $. Aproximadament el 8,4% de les famílies i el 12,2% de la població estaven per davall del llindar de pobresa.

## Poblacions més properes
El següent diagrama mostra les poblacions més properes.